# Barbara Wolnicka
Barbara Mirosława Wolnicka-Szewczyk, född den 21 mars 1970 i Katowice, Polen, är en polsk fäktare som ingick i det polska lag som tog OS-silver i damernas lagtävling i florett i samband med de olympiska fäktningstävlingarna 2000 i Sydney.